# Raffaele Foà
Raffaele Vita Foà (Casale Monferrato, 1872 – Torino, 1955) è stato uno storico italiano.

## Biografia
Raffaele Vita Foà, nato a Casale Monferrato nel 1872, studiò nel locale liceo "Cesare Balbo" ottenendo la maturità nel 1890. Frequentò poi l'Università di Torino dove si laureò in Matematica nel 1894. Proseguì gli studi a Firenze, dove conobbe Cesare Battisti, laureandosi in Lettere nel 1897 con una tesi su Giuseppe Mazzini.
L'anno seguente ottenne un incarico di insegnamento a Gaeta, poi a Cesena dove si fermò fino al 1910. Da qui passò ad insegnare filosofia ad Alessandria e poi a Genova. Nel 1912 ottenne finalmente il suo sospirato insegnamento di lettere, prima a Caltanissetta e poi a Novara dal 1914 al 1917.
Dopo la prima guerra mondiale ottenne un incarico nel liceo della sua città natale insegnandovi italiano e storia, e si dimise dall'insegnamento due anni prima di andare in pensione per limiti di età. In questo periodo, pur vivendo a Casale nella casa paterna, frequentò intensamente i circoli intellettuali torinesi, tra cui il salotto della marchesa Pareto, partecipando a congressi e convegni; in particolare strinse una forte amicizia con Terenzio Grandi.
Fu autore di ventisette opere di taglio risorgimentale di cui ben dieci dedicate a Mazzini; tra queste si ricorda un'opera alla quale dedicò tutta la sua vita e che non pubblicò mai: il libro fu pubblicato solo nel 1956, dopo la sua morte, dall'Associazione mazziniana italiana, a cura e con prefazione di Grandi, con il titolo L'Arte e la Vita in Giuseppe Mazzini.
Foà fu membro di varie associazioni mazziniane e risorgimentali da cui dovette allontanarsi dopo l'emanazione delle leggi razziali del 1938. Morì a Torino nell'agosto del 1955.

## Opere
(elenco parziale)
- Teoria geometrica dei movimenti del piano istantaneo dell'orbita lunare, Napoli : B. Pallerano, 1896, SBN IT\ICCU\TO0\0314506
- Dopo cinquant'anni, Gaeta : Tip. Salemme Stefano, 1898, SBN IT\ICCU\TO0\1432208
- L'umorismo in Giuseppe Mazzini, Messina : A. Trimarchi, 1905, SBN IT\ICCU\UBO\2253359
- Studi letterari e filosofici su Giuseppe Mazzini, Torino : V. Bona, 1909, SBN IT\ICCU\TO0\1341487
- Giuseppe Mazzini, il Piemonte e l'ora presente : Inaugurandosi a Torino il monumento a Giuseppe Mazzini, opera dello scultore Luigi Belli, il XXII Luglio MCMXVII, Torino : Tip. G. Foà, 1917, SBN IT\ICCU\CUB\0280691
- Alcune note su Giuseppe Gigli, poeta di Manduria, Casale Monferrato : Stab. Arti Graf. Già F.lli Torello, 1925, SBN IT\ICCU\CUB\0280690
- Un lembo di vita di Goffredo Mameli : il tramonto di un eroe, 1848-1849 : (con lettere inedite), Venezia : La nuova Italia, [1927?!, SBN IT\ICCU\UBO\1030591
- Gli ultimi garibaldini, Casale Monferrato : Soc. tip. Mazzucco, Mortara & C., 1930, SBN IT\ICCU\IEI\0227491
- Da Mazzini a Marx e da Marx a Mazzini : un secolo di lotte politiche, sociali, religiose, fino alla catastrofe, Torino : Edizioni Vega, 1948, SBN IT\ICCU\IEI\0081867
- L'arte e la vita in Giuseppe Mazzini : studi letterari e filosofici / con prefazione di Terenzio Grandi, Milano ; Genova ; Torino : Associazione mazziniana italiana, 1956, SBN IT\ICCU\LO1\0084774

## Archivio
Il fondo è pervenuto alla Domus Mazziniana nel 1969, ma non è stato possibile rintracciare in quale modo (probabilmente da parte dei nipoti, figli di un fratello).